# Ňagov
Ňagov (maďarsky Nyágó, rusínsky Няґів, Ňagiv) je obec na Slovensku v okrese Medzilaborce v Prešovském kraji. Žije zde 390 obyvatel.

## Historie
První písemná zmínka o obci pochází z roku 1557.

## Geografie
Ňagov leží v Nízkých Beskydech v údolí Ňagovského potoka v nadmořské výšce 372 m n. m., 5 km od okresního města Medzilaborce. Obyvatelé jsou především rusínské národnosti.[zdroj?]

## Pamětihodnosti
- Řeckokatolický chrám Zesnutí přesvaté Bohorodice